# Eskialibey, Bayat
Eskialibey là một thị trấn thuộc huyện Bayat, tỉnh Çorum, Thổ Nhĩ Kỳ. Dân số thời điểm năm 2010 là 657 người.